# هلث‌پیک
هلث‌پیک (انگلیسی: Healthpeak) شرکت املاک آمریکایی است، که در سال ۱۹۸۵ تأسیس شد.